# Jean-Baptiste Charpentier le Vieux

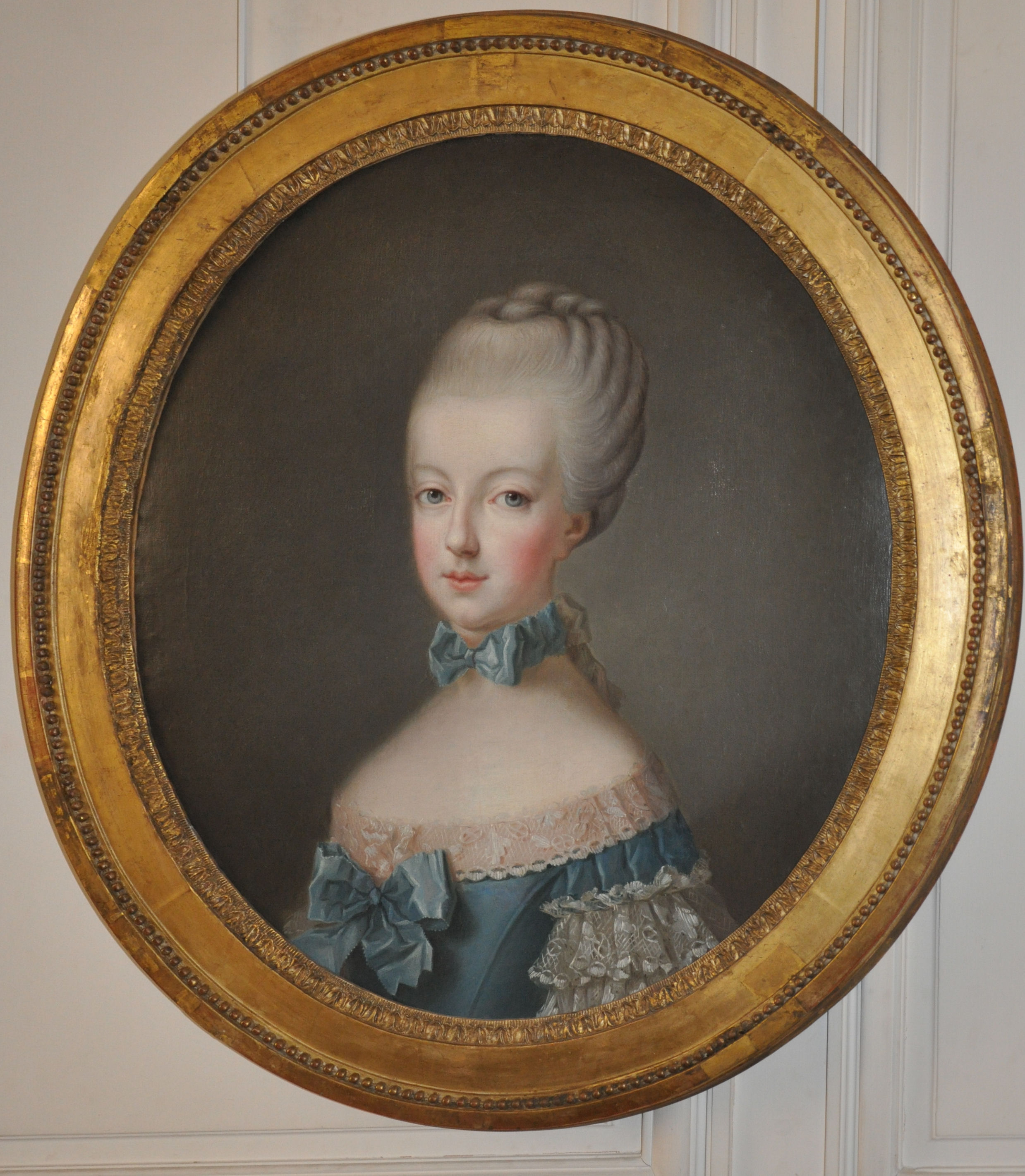
Marie-Antoinette par Jean-Baptiste Charpentier

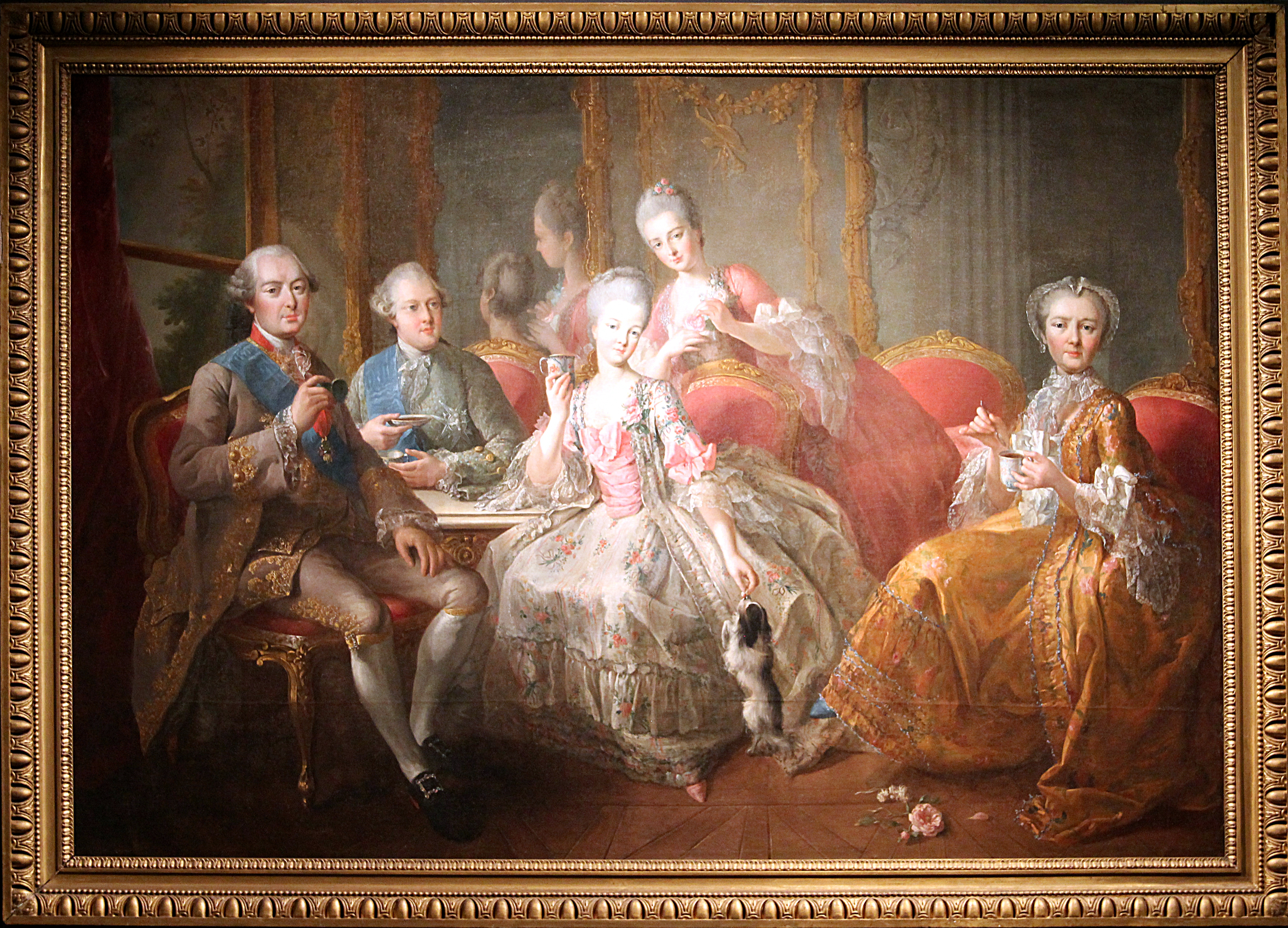
La famille du duc de Penthièvre par Jean-Baptiste Charpentier

Jean-Baptiste Charpentier le Vieux (né en 1728 à Paris, mort le 3 décembre 1806 à Paris), parfois surnommé le vieux Charpentier, est un peintre français portraitiste à la cour du roi.
D'un style rococo, on lui doit notamment un portrait de Marie-Antoinette d'Autriche, un autre de Louis-Jean-Marie de Bourbon, duc de Penthièvre, ainsi que des membres de la famille du duc de Penthièvre.